# Културни и научни центар „Милутин Миланковић”
Културно-научни центар "Милутин Миланковић" (хрв. Kulturni i znanstveni centar "Milutin Milanković")  јавна, културна и образовна је установа у Даљу у источној Хрватској. Центар промовише заоставштину Милутина Миланковића, српског математичара, астронома, климатолога, геофизичара, грађевинског инжењера и популаризатора науке. Такође организује културне догађаје и изложбе, издаје публикације, аудиовизуелне и промотивне материјале, чува традиционално наслеђе, организује културне и научне скупове, промовише одрживи развој и популарише науку.  У 2012. години Центар је посетило више од 5.000 посетилаца.
Центар се налази у родној кући Милутина Миланковића. Након завршетка рата у Хрватској и окончања прелазне управе Уједињених нација за источну Славонију, Мисијска кућа Барање и Западног Сирмијума остала је у лошим условима све до 2006. године. Тада је општина иницирала оснивање центра који ће служити као место окупљања студената који долазе са обе обале реке Дунав (и Хрватске и Србије).

## Зграда
Поред главне зграде Центра, други простори се повремено користе за одржавање разних догађаја. У мају 2010. низом активности обележена је 131. годишњица рођења Милутина Миланковића. Центар је 2011. године учествовао у пројекту прекограничне сарадње „Од људи за људе“ са учесницима Општине Ердут, Градске библиотеке Сомбор, Културног центра „Лаза Костић“ Сомбор и Покрајинског секретаријата за међународну сарадњу Војводине. Пројекат је финансиран из фондова Европске уније.

Према Статуту Центра, уз хрватски, службено се користи и српски језик и српска ћирилица. 